# Maître de la Chronique scandaleuse

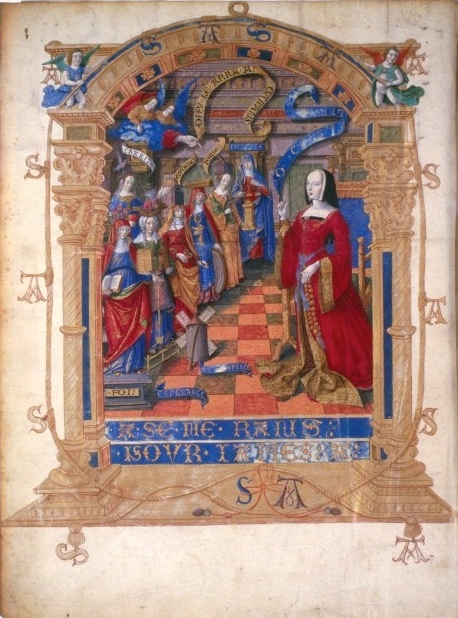
Histoire de la Toison d'or, Frontispice, Maître de la Chronique scandaleuse. Paris BnF Français 138 fol. 1.

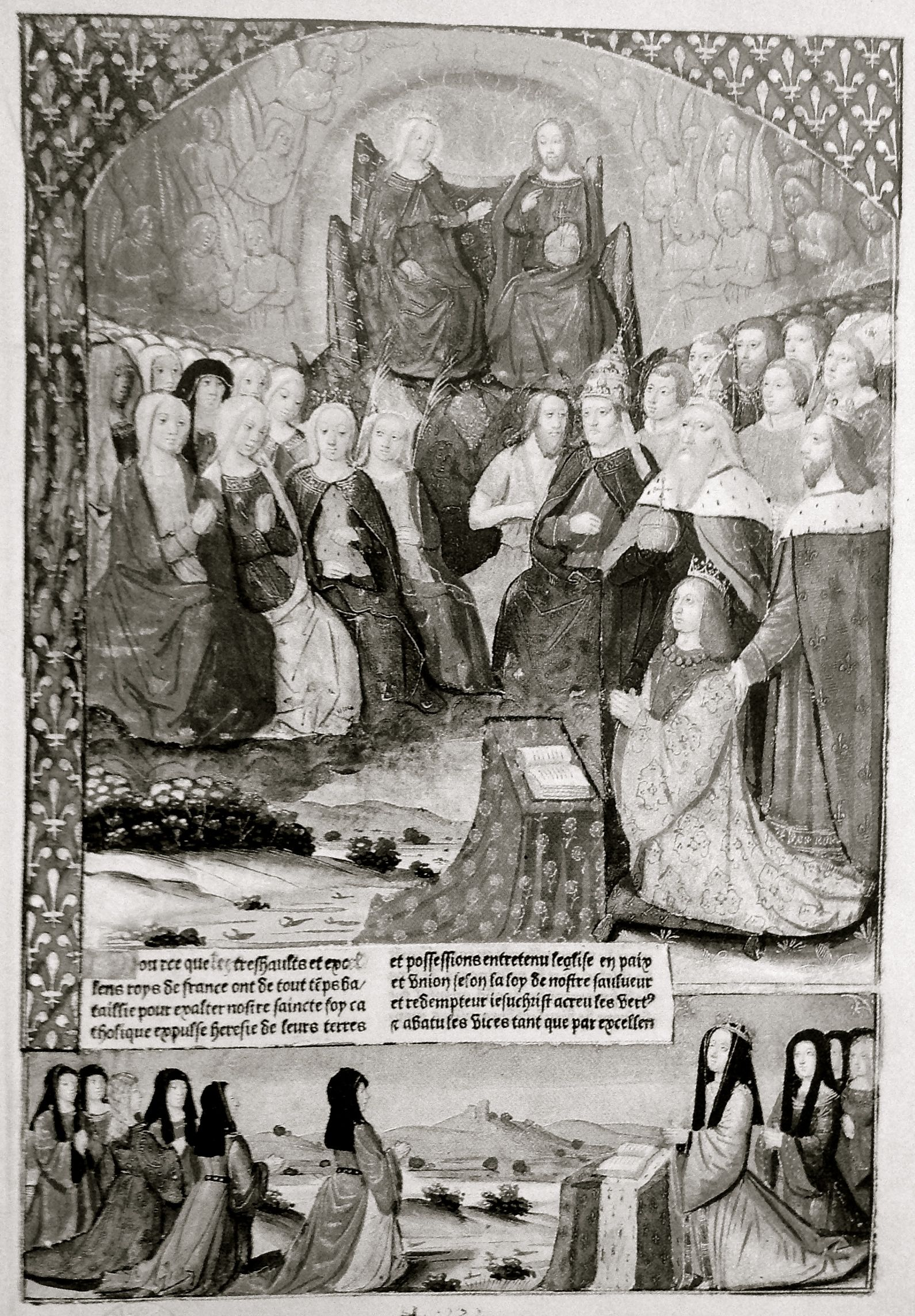
Voragine, La Légende dorée (1493), Frontispice.

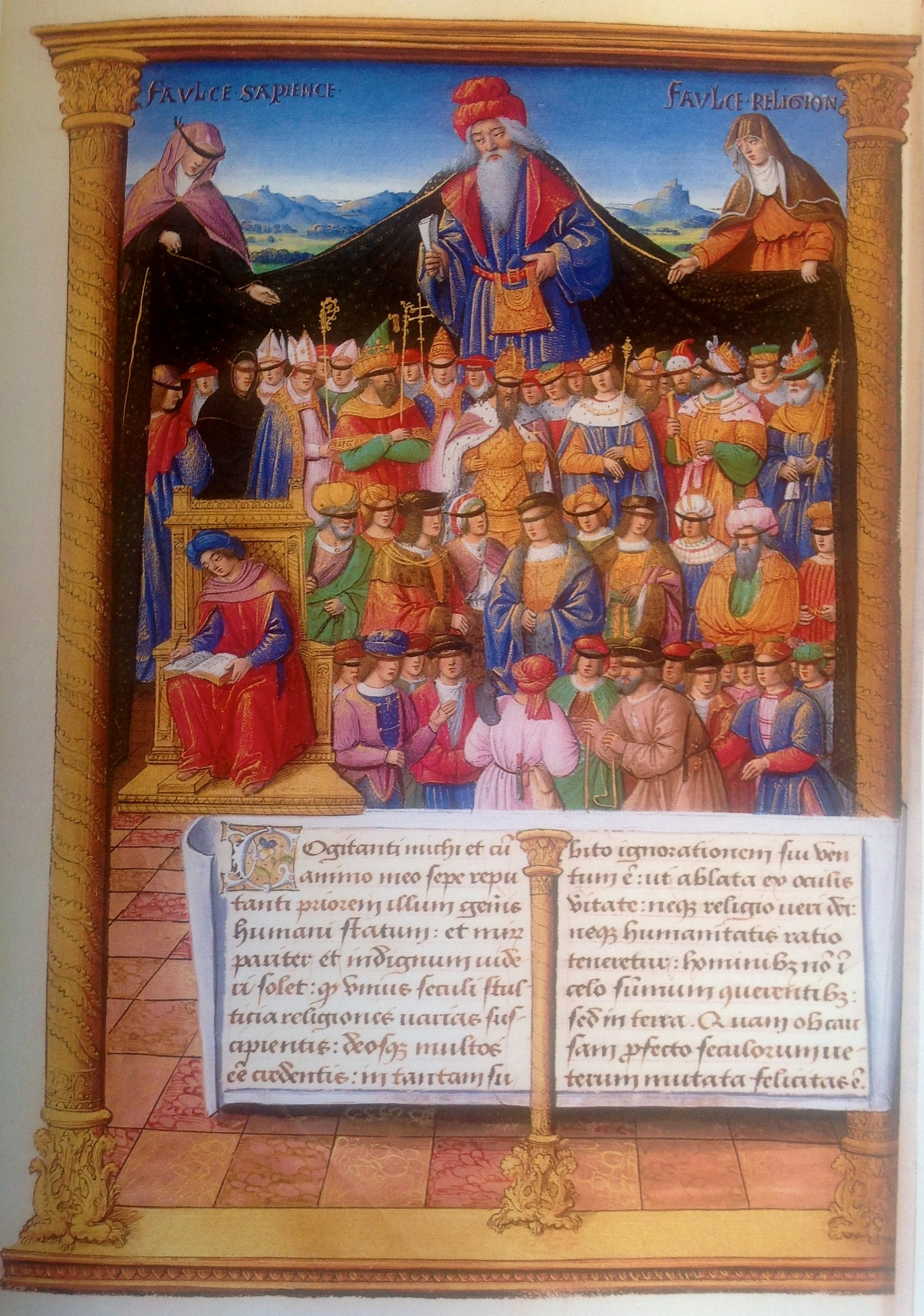
Lactance, Institutiones divinae (1502-1505), fol. 93v.

Le Maître de la Chronique scandaleuse est un maître anonyme enlumineur actif à Paris à la fin du XVe et au début du XVIe siècle. Il est baptisé ainsi par Nicole Reynaud, du nom de son ouvrage le plus considérable, dit la Chronique scandaleuse,. On le rencontre aussi sous le nom de Maître de Morgan 291 ou sous celui de  Maître de Jean de Bilhères.

## Éléments biographiques et stylistiques
Son origine probablement parisienne est plausible par sa collaboration fréquente avec d'autres enlumineurs de Paris, par les initiales typiquement parisiennes de ses livres, la diversité d'origine de ses mécènes princiers, et par sa contribution à l'illustration d'ouvrages de luxe imprimés par le libraire Antoine Vérard dans la dernière décennie du XVe siècle.
Malgré son éclat spectaculaire et l’abondance de ses rehauts d'or, la technique de l'artiste est rapide et la plupart de ses miniatures ont mal résisté au temps. Les ouvrages plus tardifs sont typiques d'une époque de transition, et du conflit d'une nouvelle génération avec l'enluminure traditionnelle, comme la représente par exemple le Maître de Jacques de Besançon qui apparaît archaïque dans sa manière minutieuse et dans ses compositions routinières. Vérard fait plus souvent appel à la facture classique, dans sa perfection technique et sa culture traditionnelle, du Maître de Jacques de Besançon, mais l'artiste reprend du service avec Vérard, après son l'éclipse auprès de Louis XII, auprès d'autres clients princiers.

## Ouvrages enluminés
- La Chronique scandaleuse, 1502[2].

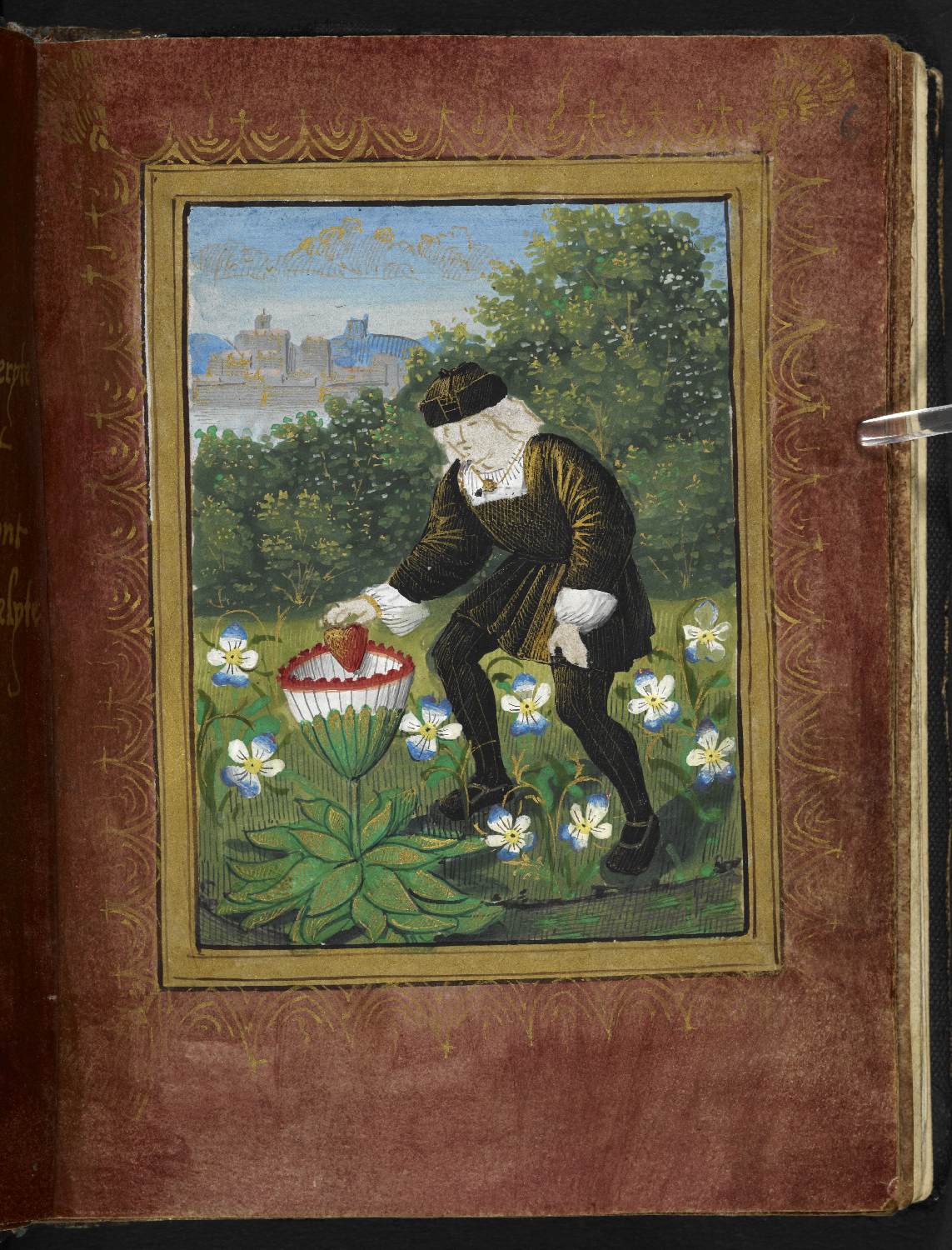
Pierre Sala posant son cœur dans une marguerite, un jeu de mots avec le prénom de sa future épouse Marguerite Bullioud.

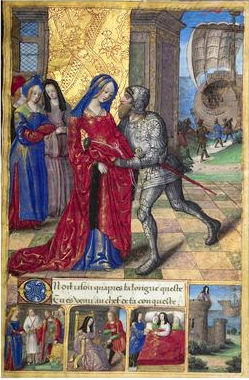
« Adieux de Jason à Hypsipyle », Epîtres d’Ovide, coll. Arcana, fol. 38.

Il s'agit d'une célèbre chronique parisienne du temps de  Louis XI. L'exemplaire entièrement peint de la main du maître est une copie, avec interpolations de Jean de Roye a été terminé à la fin de 1502 pour un membre de la famille de  Dammartin. Il comporte 536 pages en vélin, douze miniatures et armoiries.
- Jacques de Voragine, La Légende dorée, traduction de Jean de Vignay, 1493[5].

L'édition de 1493 de La Légende dorée de l’imprimeur Antoine Vérard, sous le titre La Vie des saints en françoys, est un tirage spécial à l'intention du roi Charles VIII, dont l'exemplaire personnel est richement décoré de plus de 160 illustrations ou miniatures. Il comporte 294 folios de dimension 346 × 245 mm. Les cent-dix petites miniatures dans les marges et le texte sont du Maître de Jacques de Besançon. La grande miniature du frontispice, insérée sur un feuillet spécial, est du Maître de la Chronique scandaleuse. Elle représente le roi entouré de ses prédécesseurs avec Charlemagne et saint Louis; la reine Anne de Bretagne figure avec sa suite dans une sorte de prédelle, au registre inférieur.
- Lactance, Institutiones divinæ, vers 1502-1505[6].

Le Maître de la Chronique scandaleuse n'intervient, dans ce volume d 276 folios de 315 × 215 mm, qu'en second derrière Jean Pichore ou un artiste proche; il fournit trois miniatures (folios 93v, 127v et 222) d'une grande fraicheur et bien conservées, où on sent l'influence de Jean Poyet.
- Livre de la dédicace du temple saint francoys[7].
- Guillaume Fillastre, Histoire de la Toison d'or[8]. Frontispice. Il s'agit d'un exemplaire exécuté pour un membre de la famille Baraton[1].
- Jean Mansel, Fleur des histoires[9]. Seul le folio 24 de cet exemplaire inachevé, entrepris avec le Maître de Jacques de Besançon, est dû à l'artiste.
- Ovide, Héroïdes (début) et trois ballades de la « Dame de Sy ». Manuscrit sur vélin, Paris, vers 1493, 26,5 × 19 cm, 59 folios.

Peintes sans doute pour Anne de Bretagne. La « Dame de Sy » ou « Dame sans Sy » (sans tache) est Marie de Montberon, morte en 1492. Traduction en vers français de cinq des Héroïdes d’Ovide par Octavien de Saint-Gelais ou par  François Robertet. Le manuscrit contient en outre une épitaphe intitulée « l’arrest de la louenge de la dame sans sy ».
- André de la Vigne, Description du couronnement et de l'entrée à Paris d'Anne de Bretagne[11].
- Livre d'heures de Charles Quint[12]. L'artiste est l'un des enlumineurs de ce foisonnant livre d'heures, « qui forme comme un florilège de l'enluminure parisienne autour de 1500 »[1].
- Boccace, Des nombres malheureux, 1494[13]. Illustration d'un prologue spécial d'Antoine Vérard adressé à Charles VIII.
- Fontaine de toutes sciences du philosophe Sydrach, vers 1496[14]. Illustration d'un ouvrage adressé à Charles VIII. De grandes miniatures sans bordures décoratives, peintes par larges masses à grands coups de pinceaux, avec peu de rehauts d'or.
- Livre d'heures à l'usage de Rome destiné à Marie de la Cauchie (?), vers 1500, 18 miniatures de la main du maître, les autres étant attribuées au Maître d'Étienne Poncher[15].
- Épîtres de saint Paul glosées, 1508[16]. Imprimé pour Louise de Savoie. Miniature de frontispice représentant le don de l'ouvrage à la princesse, accompagnée de gravures surpeintes par son atelier. L'ouvrage a appartenu à la bibliothèque personnelle de François Ier[17].
- Michel Riz, Changement de fortune en toute propriété, entre 1507 et 1509[18]. Composé et peint pour Marguerite d'Autriche, aux figures très proches du Filliastre pour la famille Baraton[1].
- Heures Poncher, vers 1500[19]. Livre d'heures exécuté pour Denise Poncher, les illustrations sont du Maître de la Chronique scandaleuse, de Jean Pichore, du Maître du Cardinal de Bourbon et du Maître de Jacques de Besançon.
- Pierre Sala, Enigmes ou Petit Livre d'amour, dit autrefois Emblesmes et devise d'amour, vers 1500-1505, conservés à Londres, à la British Library[20],[21]. C'est une collection de poèmes et d’énigmes. Ce petit livre de 20 folios comporte douze miniatures de la main du Maître de la Chronique scandaleuse.
- Louenges a Nostre Dame d'Antoine Vérard, vers 1505-1510[22]. Petit livre manuscrit offert par le libraire parisien à Louise de Savoie et composé d'après des textes précédemment imprimés par lui. 7 miniatures de la main du maître[23].
- Second tome d'un manuscrit de La Grande Vie de Jésus-Christ destiné à Philippe de Gueldre, 2 grandes miniatures et 81 petites, chez le libraire Günther Rare Books, conservé dans une collection privée (le premier tome a été enluminé par le Maître de Philippe de Gueldre, Bibliothèque municipale de Lyon,  Ms.5125)[24].